# Хоэнберг, Пьер
Пьер Хоэнберг (Pierre C. Hohenberg; 3 октября 1934 г., Нёйи-сюр-Сен, Франция — 15 декабря 2017 г.) — французско-американский физик-теоретик, специалист по физике конденсированного состояния, статистической физике, неравновесным явлениям, основам квантовой механики, а также по философии науки. Известен в частности как один из разработчиков теории функционала плотности.
Доктор философии (1962), эмерит-профессор Нью-Йоркского университета, где числился с 2004 года, прежде сотрудник Йельского университета (1995-2004) и Лабораторий Белла (1964-1995), член Национальной АН США (1989) и Американского философского общества (2014).

## Биография
В Гарвардском университете получил степени бакалавра (1956, summa cum laude), магистра (1958) и доктора философии (1962, научный руководитель — профессор Paul C. Martin (Physiker)) по физике, в 1956—1957 годах также учился в Парижской Высшей нормальной школе. Являлся постдоком в Москве (Институт физических проблем, 1962—1963) и Париже (Сорбонна, 1963—1964), после чего в 1964 году поступил в штат Лабораторий Белла, где состоял порядка 30 лет — до 1995 года, с 1985 по 1989 год возглавлял там отдел теоретической физики. В 1974—1977 годах одновременно профессор Мюнхенского технического университета, его приглашённый профессор в 1971—1972 годах. С 1995 по 2003 год заместитель провоста по науке и технике Йельского университета, затем его профессор (Eugene Higgins Adjunct Professor) физики. В 2004 году перешёл в Нью-Йоркский университет на новосозданную должность старшего вице-провоста по исследованиям и занимал её до 2010 года, затем там же профессор кафедры физики, с 2013 года эмерит.
Среди его соавторов были В. Кон и Б. Гальперин.
Отмечен премией Фрица Лондона (1990), медалью имени Макса Планка Немецкого физического общества (1999), премией Онсагера Американского физического общества (2003). В 1991 году профессор имени Лоренца (Lorentz Professor) нидерландского Лейденского университета.
Фелло Американского физического общества (1975), Американской ассоциации содействия развитию науки (1988), Американской академии искусств и наук (1985), Нью-Йоркской академии наук, New York Institute for the Humanities (2016), член Connecticut Academy of Science and Engineering.
Автор более ста публикаций.